# مقاطعة تشيسكي بوديوفيتسه
مقاطعة تشيسكي بوديوفيتسه (بالتشيكية: Okres České Budějovice)‏ هي مقاطعة (أوكريس) في إقليم جنوب بوهيميا في جمهورية التشيك.
عاصمة هذه المقاطعة هي مدينة تشيسكي بوديوفيتسه.

## اقرأ أيضاً
- مقاطعات جمهورية التشيك